# トニ・フルク
トニ・フルク（Toni Fruk、2001年3月9日 - ）は、クロアチア・ナシツェ出身のサッカー選手。HNKリエカ所属。ポジションはMF。

## 経歴
2018年にクロアチアを出てベルギーのロイヤル・エクセル・ムスクロンの下部組織へ入団すると、1年後にはACFフィオレンティーナへ引き抜かれた。
2020年10月12日、クロアチア2部リーグに所属していたNKドゥブラヴァ・ザグレブへとレンタル移籍をした。
2021年7月14日、プルヴァHNLのHNKゴリツァへの1シーズンのレンタル移籍が決定すると、レンタル終了後には2022-23シーズンも引き続きゴリツァへレンタル移籍することが発表された。

## 代表経歴
2015年からクロアチアの世代別代表へ継続的に招集されており、U-14世代から全てのカテゴリーを経験している。